# Lancer du poids masculin aux championnats du monde d'athlétisme en salle 2012
Navigation
2010 2014
Le lancer du poids masculin des Championnats du monde en salle 2012 a lieu le 9 mars dans l'Ataköy Athletics Arena.

## Records et performances

### Records
Les records du lancer du poids hommes (mondial, des championnats et par continent) étaient avant les championnats 2012, les suivants :
| Record du monde           | Randy Barnes   | États-Unis         | 22,66 m | Los Angeles  | 20 janvier 1989   |
| Record des championnats   | Ulf Timmermann | Allemagne de l'Est | 22,24 m | Indianapolis | 7 mars 1987       |
| Record d'Afrique          | Janus Robberts | Afrique du Sud     | 21,47 m | Norman       | 1er décembre 2001 |
| Record d'Asie             | Zhang Jun      | Chine              | 20,16 m | Nankin       | 13 février 2012   |
| Record d'Amérique du Nord | Randy Barnes   | États-Unis         | 22,66 m | Los Angeles  | 20 janvier 1989   |
| Record d'Amérique du Sud  | Gert Weil      | Chili              | 20,15 m | Leverkusen   | 31 janvier 1985   |
| Record d'Europe           | Ulf Timmermann | Allemagne de l'Est | 22,55 m | Senftenberg  | 11 février 1989   |
| Record d'Océanie          | Scott Martin   | Australie          | 20,83 m | Barcelone    | 7 mars 2008       |

### Bilans mondiaux
Les bilans mondiaux avant la compétition étaient :
| 1  | Reese Hoffa        | États-Unis | 21,87 m |
| 2  | Ryan Whiting       | États-Unis | 21,60 m |
| 3  | Christian Cantwell | États-Unis | 21,53 m |
| 4  | David Storl        | Allemagne  | 21,40 m |
| 5  | Adam Nelson        | États-Unis | 21,27 m |
| 5  | Tomasz Majewski    | Pologne    | 21,27 m |
| 7  | Maksim Sidorov     | Russie     | 20,98 m |
| 8  | Justin Rodhe       | Canada     | 20,95 m |
| 9  | Marco Fortes       | Portugal   | 20,91 m |
| 10 | Asmir Kolašinac    | Serbie     | 20,64 m |

## Résultats

### Finale
| Place | Athlète         | 1er     | 2e      | 3e      | 4e      | 5e      | 6e      | Meilleur | Notes  |
| ----- | --------------- | ------- | ------- | ------- | ------- | ------- | ------- | -------- | ------ |
| 1er   | Ryan Whiting    | 21,59 m | X       | 21,06 m | 22,00 m | 21,16 m | 21,98 m | 22,00 m  | WL, PB |
| 2e    | David Storl     | 21,88 m | X       | 21,86 m | X       | X       | X       | 21,88 m  | PB     |
| 3e    | Tomasz Majewski | 21,28 m | 21,65 m | X       | 20,94 m | 21,72 m | X       | 21,72 m  | NR     |
| 4e    | Reese Hoffa     | 20,41 m | 21,55 m | 20,86 m | X       | X       | X       | 21,55 m  |        |
| 5e    | Maksim Sidorov  | 20,22 m | 20,21 m | 20,78 m | X       | 20,50 m | X       | 20,78 m  |        |
| 6e    | Germán Lauro    | 20,13 m | 20,22 m | 19,82 m | 19,93 m | 20,19 m | 20,38 m | 20,38 m  |        |
| 7e    | Rutger Smith    | X       | X       | 20,30 m | X       | X       | X       | 20,30 m  |        |
| 8e    | Ivan Yushkov    | 19,65 m | 20,10 m | 19,84 m | 19,84 m | 19,99 m | 19,78 m | 20,10 m  |        |

### Qualifications
Il n'y avait qu'un seul groupe, la marque de qualification était 20,70 m ou au minimum les 8 premiers athlètes.
| Place | Athlète           | 1er essai | 2e      | 3e      | Meilleur | Notes |
| ----- | ----------------- | --------- | ------- | ------- | -------- | ----- |
| 1     | David Storl       | 21,43 m   | —       | —       | 21,43 m  | Q, SB |
| 2     | Reese Hoffa       | 21,23 m   | —       | —       | 21,23 m  | Q     |
| 3     | Tomasz Majewski   | 20,33 m   | 21,17 m | —       | 21,17 m  | Q     |
| 4     | Germán Lauro      | 20,35 m   | 20,08 m | 20,40 m | 20,40 m  | AR, q |
| 5     | Ryan Whiting      | X         | 20,37 m | 20,27 m | 20,37 m  | q     |
| 6     | Rutger Smith      | 19,38 m   | 20,19 m | 20,21 m | 20,21 m  | q     |
| 7     | Ivan Yushkov      | 20,14 m   | 19,49 m | 19,99 m | 20,14 m  | q     |
| 8     | Maksim Sidorov    | 19,45 m   | 19,24 m | 20,04 m | 20,04 m  | q     |
| 9     | Dylan Armstrong   | 19,84 m   | X       | X       | 19,84 m  |       |
| 10    | Marco Fortes      | 19,83 m   | 19,20 m | 19,21 m | 19,83 m  |       |
| 11    | Dale Stevenson    | 19,72 m   | X       | 19,80 m | 19,80 m  |       |
| 12    | Asmir Kolašinac   | X         | X       | 19,70 m | 19,70 m  |       |
| 13    | Carlos Véliz      | 19,60 m   | 19,64 m | X       | 19,64 m  |       |
| 14    | Lajos Kürthy      | X         | X       | 19,62 m | 19,62 m  |       |
| 15    | Candy Bauer       | X         | X       | 19,60 m | 19,60 m  |       |
| 16    | Amin Nikfar       | 18,69 m   | 18,82 m | 18,97 m | 18,97 m  |       |
| 17    | Burger Lambrechts | 18,96 m   | X       | X       | 18,96 m  |       |
| 18    | Borja Vivas       | 18,94 m   | X       | 18,52 m | 18,94 m  |       |
| 19    | Kim Christensen   | X         | X       | 18,87 m | 18,87 m  |       |
| 20    | Hamza Alic        | 18,49 m   | 18,80 m | X       | 18,80 m  |       |
| 21    | Chang Ming-Huang  | X         | 18,75 m | X       | 18,75 m  |       |
| 22    | Emanuele Fuamatu  | 18,60 m   | X       | X       | 18,60 m  |       |
| 23    | Hüseyin Atici     | 18,48 m   | 18,34 m | 18,38 m | 18,48 m  |       |

## Légende
Records et Performances
- AR : Record continental (area record)
- CR : Record des championnats (championship record)
- MR : Record du meeting (meet record)
- NR : Record national (national record)
- OR : Record olympique (olympic record)
- PR : Record paralympique (paralympic record)
- PB : Record personnel (personal best)
- SB : Meilleure performance personnelle de la saison (season's best)
- WL : Meilleure performance mondiale de l'année (world leader)
- WJR : Record du monde junior (world junior record)
- WR : Record du monde (world record)

Circonstances et Conditions
- DNF : N'a pas terminé (did not finish)
- DNS : N'a pas pris le départ (did not start)
- DQ : Disqualification (disqualification)
- NM : Aucun essai valable enregistré (No Mark)
- Q : Qualifié « directement » au prochain tour (ou à la prochaine compétition), lors d'une compétition majeure, grâce au classement ou à la réalisation des minima (automatic qualifier)
- q : Qualifié au prochain tour (ou à la prochaine compétition), lors d'une compétition majeure, grâce au repêchage ou à la réalisation de l'une des meilleures performances parmi celles des « non qualifiés directement » (grâce au meilleur temps ou à la meilleure distance par exemple) (secondary qualifier)